# حدسية أندريكا
حدسية أندريكا أو ( تخمين أندريكا) (بالإنجليزية: Andrica's conjecture)‏، (سميت لاحقاً: "دورين أندريكا")، هي حدسية (رياضيات) بشأن الفجوات بين الأعداد الأولية. وتنص على أن ناتج طرح الجذر التربيعي لعددين أوليين متتاليين دائمًا أصغر من الواحد.
{\displaystyle {\sqrt {p_{n+1}}}-{\sqrt {p_{n}}}<1}